# Хальхуль
Хальхуль (устар. «Халхул»; араб. حلحول‎) — палестинский город, расположенный на юге Западного берега реки Иордан, в пяти километрах к северу от Хеврона в мухафазе Хеврон Государства Палестина. Город, граничит с Саиром и аль-Шуюхом на востоке, Бейт-Уммером и лагерем беженцев аль-Арруб на севере, а также Харасом и Нубой на западе. Расположен на высоте 916 м над уровнем моря и является самым высокогорным населенным пунктом в Палестине. По данным Центрального статистического бюро Палестины, в 2017 году в городе проживал 27 031 житель.
Согласно еврейским, христианским и мусульманским средневековым традициям, в Хальхуле расположены могилы библейских пророков Гада и Нафана. Место захоронения пророка Нафана описывается как пещера, покрытая зелёным цветом и отгороженная от публики. Другая мусульманская традиция помещает могилу Ионы в этом же городе. Места захоронения, ранее внесенные в список святых мест под властью Израиля, теперь находятся под контролем Палестинской автономии.

## География

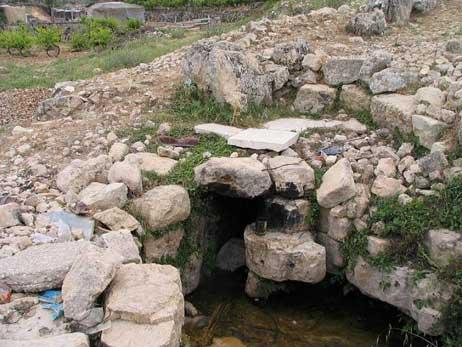
Источник Айин-Аюб

Город построен на вершине горы Наби-Юнис, самой высокой вершины Западного берега на высоте 1030 метров над уровнем моря; площадь — 37 335 дунамов. Половина населения занята в сельском хозяйстве (основная продукция — помидоры и кабачки) на 10 000 из примерно 19 000 дунамов плодородных земель, окружающих город. Около 8000 дунамов остаются необработанными из-за израильской практики конфискации земли и строительства поселений или из-за нехватки воды и отсутствия капитала для развития. Почти 2000 дунамов земли отведено под выращивание оливок. Животноводство и пчеловодство также составляют важную часть местной экономики.
Местные жители Хальхуля гордятся своими виноградниками и виноградарством.
Город-побратимом — французский Эннебон в Бретани.
Израильское поселение Кармей-Цур находится на окраине Хальхуля.
Хальхуль окружен древними погребальными пещерами.